# Orfordville, Wisconsin
Orfordville là một làng thuộc quận Rock, tiểu bang Wisconsin, Hoa Kỳ. Năm 2006, dân số của làng này là 1272 người.